# Antonio Saca
Elías Antonio Saca González (født 9. marts 1965) var El Salvadors præsident fra 2004 til 2009.